# Daniel Martín Posadilla
Daniel Martín Posadilla (Tudela de Duero, Valladolid; 6 de junio de 1975) es un expiloto español de automovilismo que cuenta en su palmarés con un Campeonato de España de Fórmula Toyota 1300 en 1998.
A lo largo de su trayectoria que se centró en estas Fórmulas Toyota y en el Campeonato de España de F3, logró en total 4 subcampeonatos y otros dos Top-5 en las clasificaciones finales. Se le ha considerado uno de los más regulares y mejores pilotos de la F3 Española a pesar de no haber ganado ninguna temporada, así como el mejor piloto de fórmulas de Castilla y León de esos años hasta la aparición de Roldán Rodríguez.
A pesar de su talento al volante, no pudo completar las temporadas 2004 y 2005 por falta de presupuesto, por lo que abandonó la competición de monoplazas. En 2007 compitió en el Campeonato de España de Karting, dentro de la categoría KZ2 y al año siguiente siguió compitiendo en algunas pruebas de karting regional. En 2009 se rumoreó que podría correr el Campeonato de Europa de Resistencia de Prototipos junto al que fue su compañero de equipo en los años 2000 y 2001: Ander Vilariño, finalmente éste corrió con su padre Andrés Vilariño.

## Resultados
| Temporada    | Series                                | Equipo                   | Carreras | Victorias | Poles | VR | Podios | Puntos | Pos. |
| ------------ | ------------------------------------- | ------------------------ | -------- | --------- | ----- | -- | ------ | ------ | ---- |
| 1996         | Fórmula Toyota Castrol 1300           |                          | ?        | ?         | ?     | ?  | ?      | 29     | 7.º  |
| 1997         | Fórmula Toyota Castrol 1300           |                          | 7        | 0         | ?     | ?  | 3      | 35,5   | 5.º  |
| 1998         | Fórmula Toyota Castrol 1300           | EV Racing                | 8        | 1         | ?     | ?  | 6      | 72     | 1.º  |
| 1999         | Fórmula Toyota Castrol 1300           | Movistar Racing Fórmula  | 9        | 3         | ?     | ?  | 6      | 83     | 2.º  |
| 2000         | Fórmula SuperToyota                   | Telefónica EV Racing     | 10       | 0         | 0     | 5  | 5      | 197    | 2.º  |
| 2001         | Campeonato de España de F3            | EV Racing                | 6        | 0         | 0     | 1  | 0      | 157    | 2.º  |
| 2001         | Campeonato de España de F3            | Racing Engineering       | 7        | 1         | 1     | 2  | 5      | 157    | 2.º  |
| 2002         | Campeonato de España de F3            | Meycom Sport             | 7        | 1         | 3     | 4  | 6      | 133    | 4.º  |
| 2003         | Campeonato de España de F3            | ECA Racing               | 13       | 3         | 4     | 6  | 7      | 184    | 2.º  |
| 2004         | Campeonato de España de F3            | Adrián Campos Motorsport | 12       | 0         | 1     | 0  | 2      | 35     | 7.º  |
| 2005         | Campeonato de España de F3            | ECA Racing               | 9        | 0         | 0     | 0  | 1      | 31     | 8.º  |
| 2007         | Campeonato de España de Karting - KZ2 | ?                        | ?        | ?         | ?     | ?  | ?      | 43     | 21.º |
| Referencias: |                                       |                          |          |           |       |    |        |        |      |